# Перепечин, Александр Иванович
Александр Иванович Перепечин (1745 — август 1801) — русский поэт.

## Биография
Родился в 1745 году в дворянской семье. Во второй половине 1750-х годов учился в Московской университетской гимназии, с 1760 года — в Московском университете, который окончил в 1764 году. Здесь он сблизился с литературным окружением Михаила Хераскова. Влияние этой школы заметно в таких произведениях Перепечина, как «Ода духовная» и «Молитва» (1764), являющихся типичным примером морализаторской «философической» лирики. 
В 1767 году Перепечин числился на службе при университете в чине подпоручика. Спустя десять лет состоял по-прежнему при университете инспектором классов в чине коллежского секретаря. В 1779 году был повышен до титулярного советника.
С 1782 по 1796 год Перепечин работал в канцелярии университета и параллельно некоторое время занимал должность цензора печатавшихся в Университетской типографии книг. Около 1796 года Перепечин вышел в отставку по болезни. 
Скончался в чине статского советника в 1801 году в Москве.

## Творчество
Пустыни были где, божественны там храмы

Воздвигнуты ТОБОЙ; курятся фимиамы:

В них Благочестие, и Вера, и Закон,

Нам виден ныне стал священнейший Сион

В котором славятся дела Екатерины;

Виновница ТЫ сей счастливейшей судьбины!

Одолеваешь всё, являя всем Себя,

И море, и земля послушают тебя!
Поэзия Перепечина по словам дореволюционного биографа, представляла собой типичный образец «официальной лирики» XVIII столетия. Он, преимущественно, издавал отдельными брошюрами торжественные оды посвящённые каким-либо значительным событиям. Известны следующие произведения Перепечина (все изданные в виде отдельных брошюр; пышные титулы в названиях опускаются):
- «Ода на пришествие в Москву Императрицы Екатерины II» (М., 1762).
- «Ода на день Восшествия на престол Екатерины II (…) сочиненная июня 28 дня 1764 года» (М., 1764; переиздания (?) 1765, 1767).
- «Эпистола императрице Екатерине II» (M., 1771).
- «Стихи на всерадостнейшее из Таврической области в Москву прибытие (…) Екатерины II (…) по благополучном окончании предпринятого в южные страны путешествия» (M., 1787). (посвящена возвращению Екатерины II из путешествия в Крым).
- «Стихи на день (…) тезоименитства… Екатерины II (…)» (СПб., 1787).
- «Стихи на первое пришествие в Москву великих князей Александра Павловича и Константина Павловича (…)» (М., 1787).
- «Стихи всероссийскому Божеству, Благотворительнице вселенной на мир (…) с Оттоманской Портой, декабря 29-го 1791 года» (СПб., 1792).
- «Песнь поют (…) Екатерине Второй все сёла, грады, страны и блаженствующие в них разные народы в день торжества мира с Оттоманскою Портою, 1793 года, сентября 2 дня» (СПб., 1793; возможна та же ода, что и предыдущая).

Кроме того, в журнале «Доброе намерение» Перепечин в 1764 году напечатал духовную оду и молитву (в стихах).
Перепечин издавал также сборники своих стихотворений: 
- Стихотворения 1787 года Александра Перепечина. СПб., Императорская типография, 1787
- Стихотворения 1788 года Александра Перепечина. Печатано в Санкт-Петербурге. Иждивением Б. и Д. Н. П. августа 30, 1789 года (38 стр.)